# Albatros hurleur
Diomedea exulans
Espèce
Synonymes
- Diomedea chionoptera Salvin, 1896[1]
- Diomedea exulans chionoptera Salvin, 1896[1]
- Diomedea exulans exulans Linnaeus, 1758[1]
- Diomedea exulans rohui Mathews, 1915[1]
- Diomedea exulans rothschildi Mathews, 1912[1]
- Diomedea exulans westralis Mathews, 1918[1]

Statut de conservation UICN

 VU A4bd : Vulnérable
L'Albatros hurleur (Diomedea exulans), également appelé Grand Albatros, est le plus grand et le plus lourd représentant des albatros ; c'est aussi le premier à avoir été décrit.
L'Albatros de Tristan, l'Albatros des Antipodes et l'Albatros d'Amsterdam sont parfois considérés comme des sous-espèces de l'Albatros hurleur.
Cette espèce est actuellement menacée par la pêche à la palangre comme beaucoup d'espèces d'oiseaux de mer dans les océans du Sud.

## Morphologie

### Mensurations
L'Albatros hurleur a la plus grande envergure de tous les oiseaux actuels, n'étant dépassé que par le Pelagornis et l'Argentin magnifique, tous deux éteints, avec une moyenne de 3,10 m (de 2,5 m à 3,5 m généralement). La longueur du corps varie de 1,10 à 1,35 m, les femelles étant légèrement plus petites que les mâles. Le poids varie entre 7 et 12 kg (7 kg en moyenne).

### Aspect général
Les adultes ont le corps principalement blanc, et les plumes de couverture des ailes blanches au niveau des épaules avec les rémiges noirâtres. Le reste de l'aile est noirâtre, avec quelques taches blanches éparses plus ou moins importantes. Les plumes de la queue (voir Rectrice (plume)) sont finement bordées de noir. Le bec et les pattes sont roses et les paupières sont blanches. Le bec peut atteindre 18 cm de long.
Il existe beaucoup de variabilité dans le plumage, mais la femelle présente généralement un peu plus de taches foncées. Les mâles ont en moyenne des tarses, queues, ailes et becs plus longs que les femelles, et ils pèsent plus lourd.

### Acquisition du plumage d'adulte
Le plumage varie avec l'âge. Les juvéniles sont entièrement bruns, sauf le dessus des ailes qui est noirâtre, la face qui est blanche, et le dessous des ailes, blanc lui aussi en grande partie. Le plumage adulte est acquis très lentement, peut-être en 20 à 30 ans, le jeune oiseau devenant de plus en plus blanc à chaque mue. Sur le dessus du jeune oiseau, le dos blanchit le premier, puis la calotte et le croupion. Au niveau de l'aile, les bordures d'attaque de l'aile près des épaules blanchissent en premier, suivies par les plumes de couverture alaire. Ce phénomène de blanchissement aura une extension plus ou moins importante selon les individus. Il existe donc une grande variété de plumages subadultes intermédiaires, dont les plus tardifs ressemblent à celui de la femelle adulte.

### Aspect des différentes sous-espèces
Voir le paragraphe Taxinomie.

## Comportement

### Locomotion

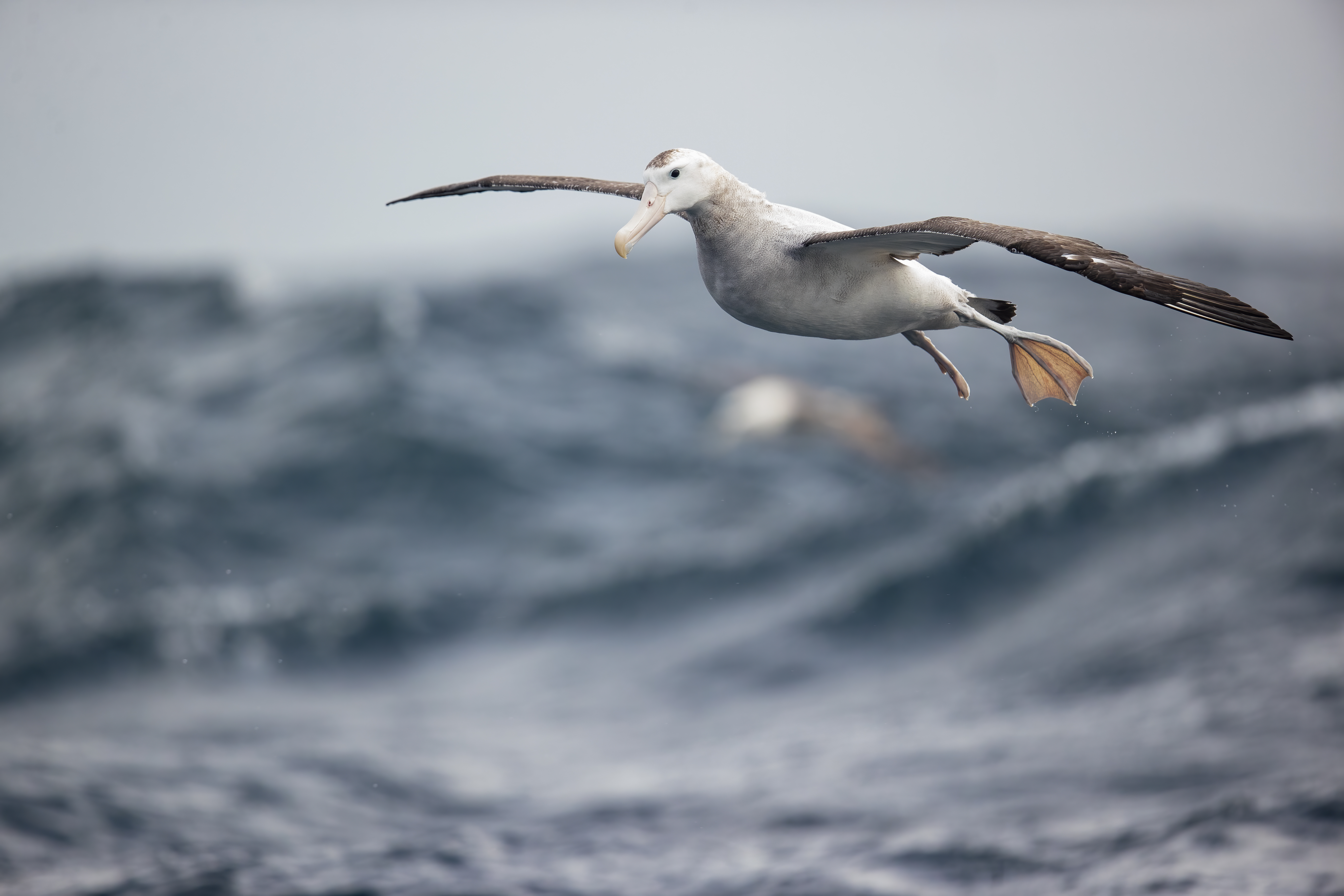
Un albatros hurleur en vol à l'est de la péninsule de Tasman, Australie, en février 2021.

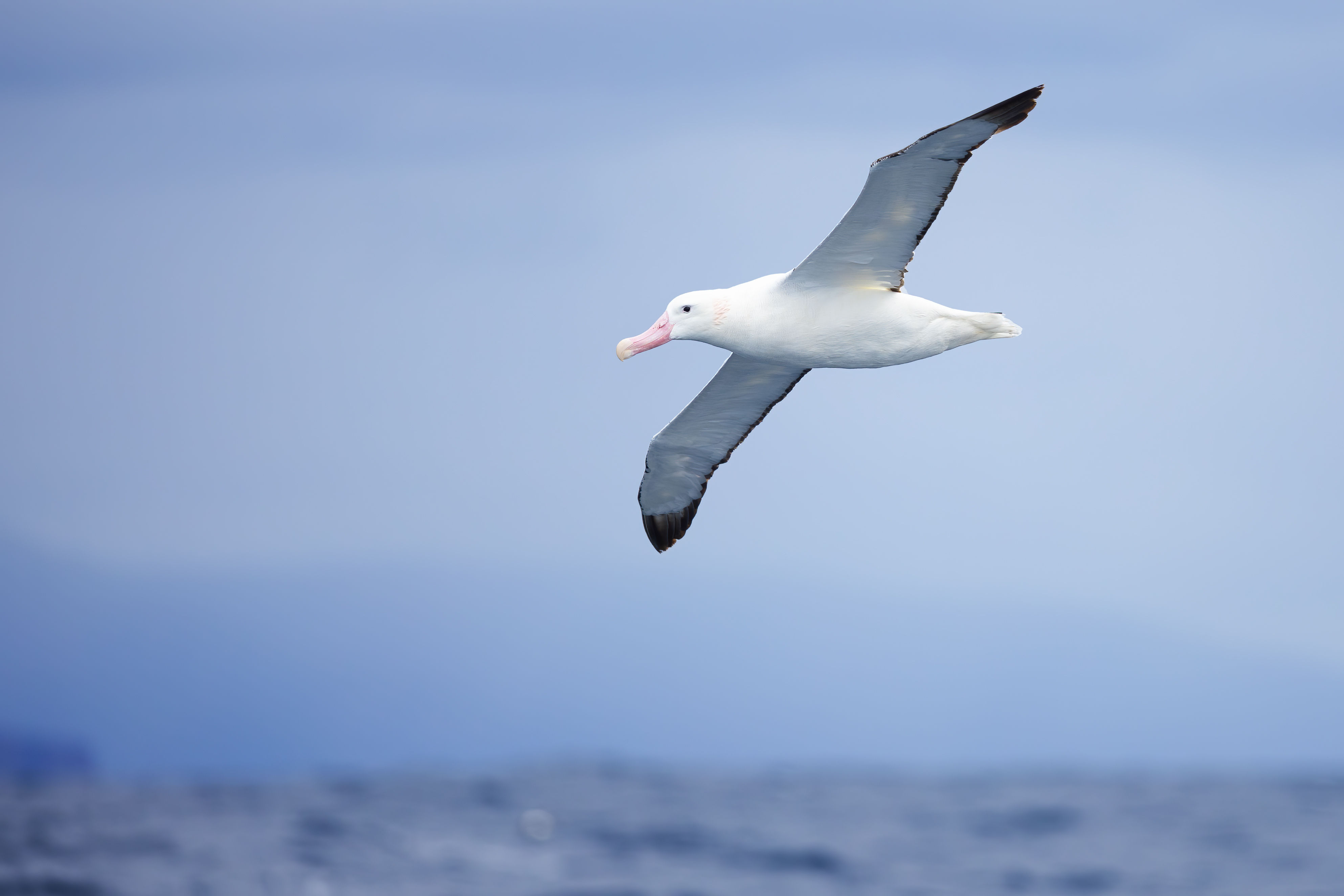
Albatros hurleur en vol au large de la Tasmanie en février 2022.

L'Albatros hurleur utilise la grande surface portante de ses ailes pour planer sans effort sur le vent, même lorsque ce dernier dépasse 160 km/h. Les albatros sont pourvus de tendons qui bloquent les articulations de leurs ailes, leur permettant ainsi d'économiser leur énergie et de planer longtemps. Ils peuvent ainsi voyager fort loin : un individu aurait parcouru 6 000 km en 12 jours.
C'est un nageur et un plongeur médiocre (ses plongées sont courtes et peu profondes, voir le paragraphe Alimentation).
À terre, ses déplacements sont très gauches ; il lui arrive de se marcher sur les palmures, de trébucher et de chuter. Les atterrissages sont eux aussi problématiques et s'achèvent parfois par une lourde chute suivie de quelques tonneaux.

### Alimentation
Il se nourrit essentiellement de céphalopodes (calmars en majorité), mais aussi de poissons, de crustacés, de mollusques, de charognes ou de déchets de pêche rejetés par les bateaux. Il peut se nourrir de jour comme de nuit. La nourriture est généralement prise en surface, l'albatros hurleur étant peu apte à plonger, mais il lui arrive de plonger à faible profondeur (jusqu'à 1 m environ),.

### Relations intra et interspécifiques
En dehors de la saison de reproduction, l'Albatros hurleur vit seul ou en petit groupe, mais de grandes bandes peuvent s'assembler autour des bateaux de pêche. Cet oiseau généralement silencieux peut alors émettre des cris en cas de dispute pour de la nourriture. Il leur arrive de se nourrir en compagnie d'autres oiseaux de mer.
Pendant la saison de reproduction, cet oiseau devient grégaire et niche en colonies parfois nombreuses. Les manifestations (claquement de bec et mimiques, ou caresses bec à bec, bec pointé vers le ciel, agitation de la tête, posture dressée avec les ailes écartées) et vocalisations (croassements, roulements gargouillants ou coups de trompette) sont alors nombreuses, aussi bien dans le cadre de la relation de couple que pour défendre le territoire contre les autres albatros,.
Les œufs et les petits subissent la prédation des Labbes et des Chionis, surtout s'ils sont laissés sans surveillance. Des espèces de mammifères introduits sur les sites de nidification (rats, chats, cochons, chèvres) sont aussi à même de manger les œufs et les petits albatros. Les adultes, en revanche, n'ont pas de prédateurs naturels : leur grande taille, leur bec aiguisé et leur capacité à avoir un comportement agressif font d'eux des adversaires trop redoutables.

### Reproduction

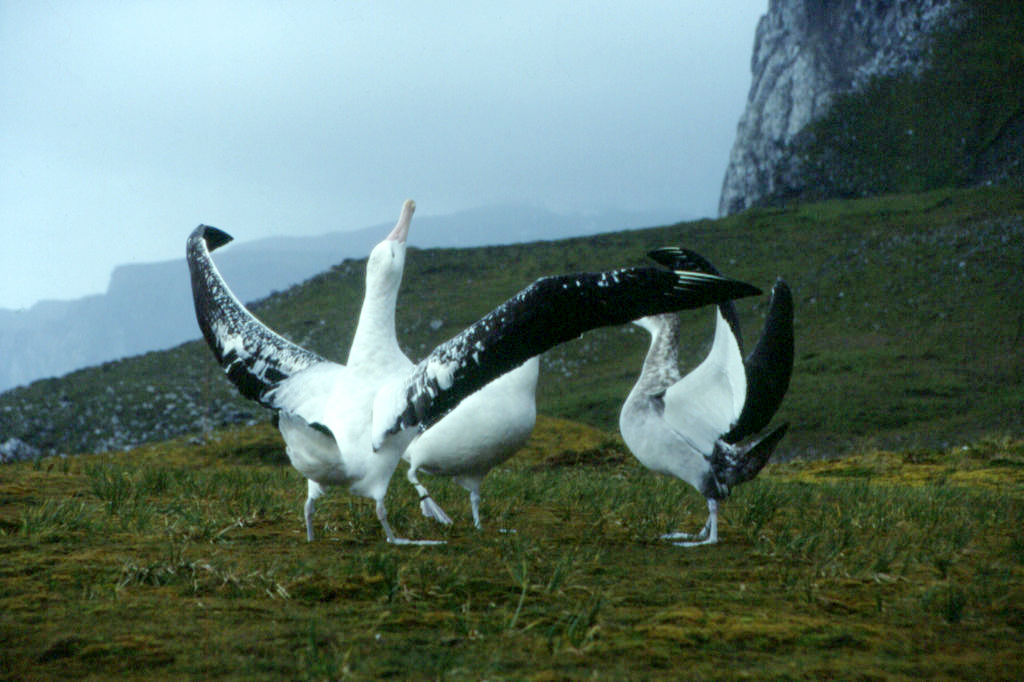
Parade d'Albatros hurleur

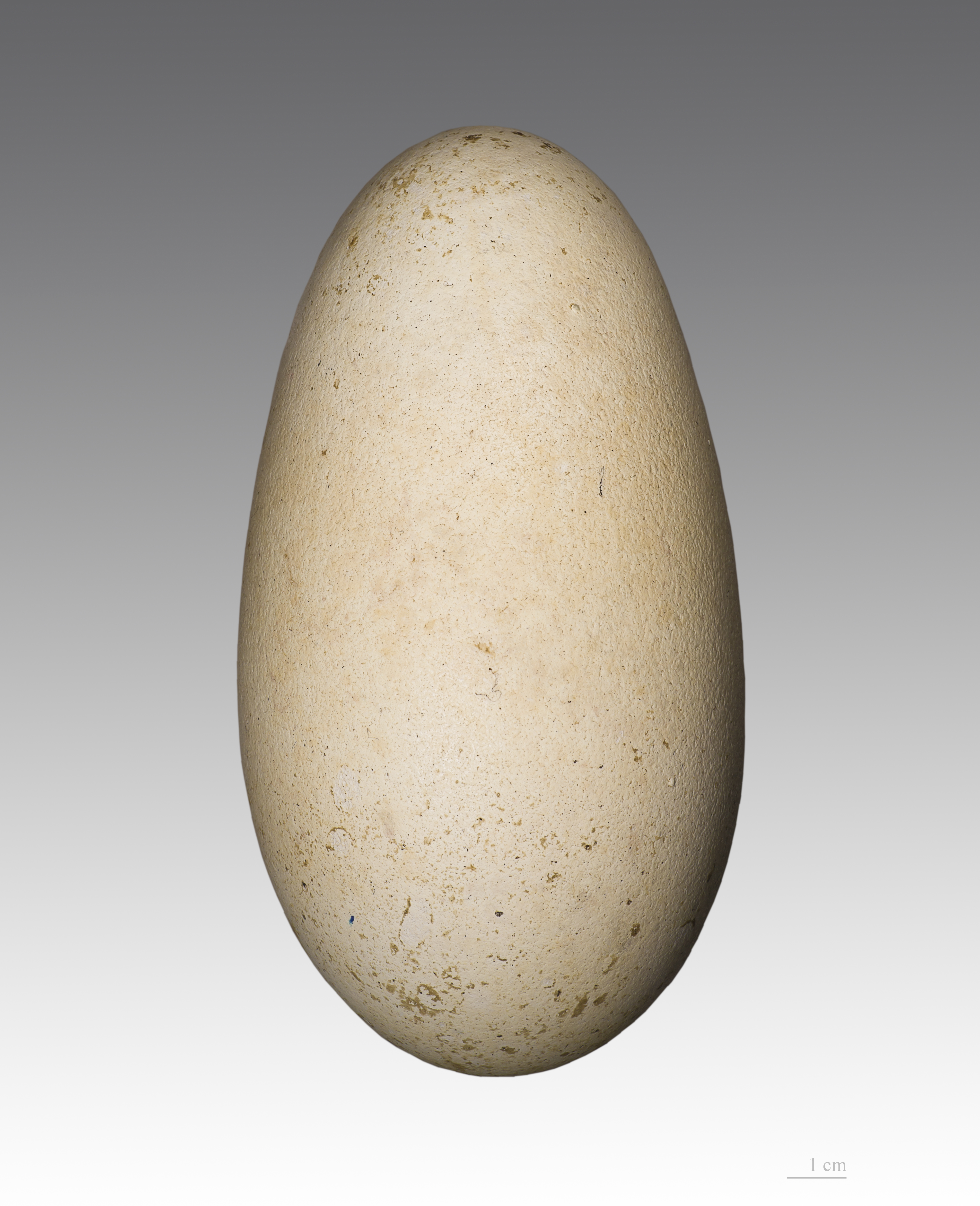
Diomedea exulans - Muséum de Toulouse

Les Albatros hurleurs se reproduisent tous les deux ans, généralement au sein d'une colonie. Dans le cas d'un insuccès reproductif, un couple pourra faire une deuxième tentative la même année ou l'année suivante, mais avec moins de chances de réussite.
Les mâles arrivent les premiers sur les sites de nidification. Ils prennent alors possession de leur ancien nid ou en créent un nouveau si nécessaire. Les femelles arrivent quelques semaines plus tard et retrouvent leur partenaire. Bien que cette espèce soit monogame, une femelle peut temporairement s'accoupler avec un autre mâle si son partenaire habituel est absent ou s'il n'a pas encore pris possession d'un nid.
Le nid est installé à l'abri d'une touffe d'herbe ou d'un buisson. Il est formé d'un creux dans le sol garni d'herbe, de brindilles et de terre.
La femelle pond un œuf unique au début de l'été austral (décembre à février). L'incubation dure 80 jours environ (de 74 à 85), elle est assurée par le mâle et la femelle qui se relaient toutes les deux ou trois semaines. Le mâle est si pressé d'accomplir l'incubation qu'il lui arrive de pousser brutalement la femelle hors du nid pour prendre sa place. Le petit, nidicole, nait couvert de duvet blanc. Les parents se relaient auprès du poussin et le nourrissent quotidiennement jusqu'à ce qu'il ait atteint l'âge d'un mois, puis le laissent le plus souvent seul parfois pendant des semaines pour partir tous les deux en quête de nourriture ; à leur retour, le petit est alors copieusement nourri. Ils continueront à nourrir leur petit jusqu'à l'envol, qui survient à l'âge de 8 mois en moyenne (entre 7 et 10 mois). Il s'agit de la plus longue période de reproduction observée chez les oiseaux.
La mortalité infantile est élevée chez cette espèce (entre 30 et 75 % de décès dans la première année). La maturité sexuelle de l'albatros hurleur survient vers l'âge de 10 ans en moyenne (entre 6 et 22 ans). En attendant le moment venu, le jeune oiseau volera sans jamais se poser à terre, jusqu'au 25e degré de latitude sud, zone où il n'entrera pas en conflit avec les générations précédentes. La reproduction n'est effective qu'après la constitution d'un couple, processus qui nécessite plusieurs années de parades nuptiales élaborées. Le couple reste uni jusqu'à la mort.

### Longévité
L'espérance de vie est de 32 ans chez cet albatros, mais il peut atteindre 80 ans.

## Répartition et populations

### Répartition et habitat
L'Albatros hurleur fréquente le sud des océans Atlantique, Indien et Pacifique, ainsi que l'océan Austral, grossièrement entre les 60e et 30e degré de latitude sud ; les juvéniles peuvent aller jusqu'au 25e degré de latitude sud. Cet oiseau résolument hauturier ne passe que 5 % de sa vie à terre, et uniquement pour la reproduction. Cet oiseau accomplit de grands trajets au cours de son existence (voir le paragraphe concernant la locomotion).
Il niche sur de nombreuses îles sub-antarctiques : Géorgie du Sud (océan Atlantique), îles de l'archipel du Prince-Édouard, Crozet et les îles Kerguelen (océan Indien), ainsi que sur l'île Macquarie (océan Pacifique).

### Populations
La population mondiale d'Albatros hurleur est estimée par l'IUCN à 28 000 adultes, ce qui ne représente qu'environ 8 500 couples nicheurs par an puisque les individus ne se reproduisent que tous les deux ans. La population qui niche en Géorgie du Sud représente environ 20 % de la population mondiale d'Albatros hurleur (soit environ 1 500 couples), celle de l'archipel du Prince-Édouard 40 % (soit plus de 3 000 couples), celle des Terres australes et antarctiques françaises (îles Crozet et îles Kerguelen) 40 % (soit plus de 3 000 couples) ; celle de l'île Macquarie n'est constituée que d'une dizaine de couples nicheurs,.
Ces populations sont en déclin, surtout celles de Crozet et de l'archipel du Prince-Édouard, du fait de l'activité des palangriers (voir le paragraphe Menaces).

### Mouvements dispersifs
L'Albatros hurleur fréquente tous les océans du Sud, où les individus sont largement dispersés. Une forte proportion des populations des îles Crozet et des îles Kerguelen se disperse préférentiellement dans le Pacifique sud et au large des côtes de l'ouest de l'Amérique du Sud. Les repérages satellites ont montré que les juvéniles ont tendance à fréquenter des zones à latitude plus faible que les adultes.
Cet oiseau a été signalé de façon accidentelle en Europe en de très rares occasions : un cas en France en 1830 et un autre en Belgique en 1833 (s'agissait-il du même individu ?), un autre cas en Belgique (un oiseau mort en 1887), et deux autres signalements en Sicile et au Portugal (respectivement en 1957 et 1963, il s'agissait peut-être du même individu). Des observations de cet oiseau ont aussi été faites en Californie.

## Systématique

### Taxinomie
Selon certains auteurs, il existerait 5 sous-espèces d'Albatros hurleur :
- Diomedea exulans amsterdamensis F. Roux, Jouventin, Mougin, Stahl & Weimerskirch, 1983 (Grand Albatros d'Amsterdam) qui niche sur l'île Amsterdam. Cette sous-espèce a un plumage très sombre, notamment au niveau de la queue, noire. Le blanc n'est franc qu'au niveau du ventre et de la gorge. Les femelles sont similaires.
- Diomedea exulans antipodensis C. J. R. Robertson & Warham, 1992 (Grand Albatros des Antipodes) qui niche sur les îles Antipodes. Cette sous-espèce présente un dimorphisme sexuel au niveau du plumage : les femelles sont beaucoup plus sombres que les mâles qui ne présentent que quelques taches brun sombre. Les femelles n'ont quasiment que la face blanche. Mâles et femelles de cette sous-espèce présente une bande brune sur la poitrine.
- Diomedea exulans dabbenena Mathews, 1929 (Grand Albatros de Tristan) qui niche sur les îles Gough et Inaccessible. Cette sous-espèce est claire, mais moins que D.e.exulans. La couverture des ailes est presque entièrement noire, avec parfois des taches blanches. Les femelles ont davantage de taches brunes que les mâles et moins de blanc sur la couverture alaire.
- Diomedea exulans exulans Linnaeus, 1758 (Grand Albatros neigeux) qui niche sur les îles Géorgie du Sud, Prince-edward, Marion, Crozet, îles Kerguelen, et Macquarie. Cette sous-espèce est en moyenne plus grande que les autres. C'est aussi la seule sous-espèce dont les mâles adultes ont le corps entièrement blanc, ainsi qu'une grande partie de la couverture alaire ; les femelles sont elles aussi plus claires.
- Diomedea exulans gibsoni C. J. R. Robertson & Warham, 1992 (Grand Albatros de Gibson) qui niche sur l'île Adams (Îles Auckland).

De nombreux auteurs s'accordent pour élever Diomedea amsterdamensis au rang d'espèce,,.
Les autres cas sont encore très discutés, mais des études analytiques de l'ADN mitochondrial de ces oiseaux semblent montrer que Diomedea exulans, Diomedea dabbenena et Diomedea antipodensis sont des espèces à part entière ; les mêmes études semblent montrer a contrario que D. gibsoni et D. antipodensis ne sont encore qu'en cours de spéciation et forme encore un seul taxon,,.

## L'Albatros hurleur et l'homme

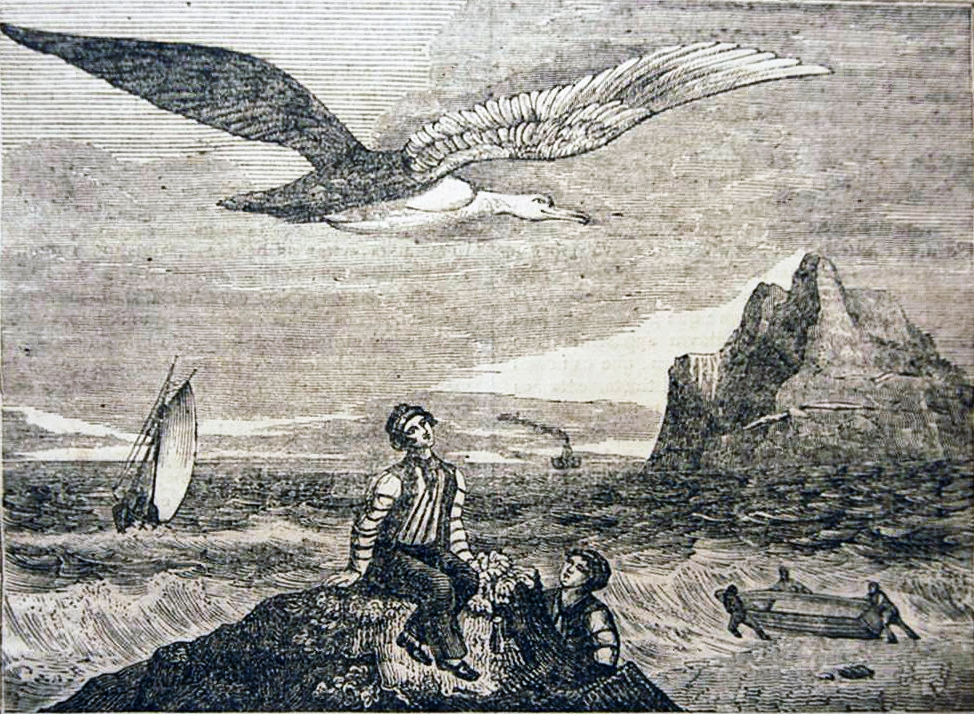
Représentation d'un Albatros hurleur en 1837

### Menaces
Les petits et les œufs étaient autrefois collectés pour être mangés, parfois aussi les adultes, mais cette pratique a disparu.
Comme indiqué dans le paragraphe Relations intra et interspécifiques, les animaux introduits par l'homme sur certaines de ces îles exercent une pression de prédation sur les petits d'albatros. Ainsi, aux îles Kerguelen, il arrive que certaines colonies ne produisent aucun petit à l'essor, du fait de la prédation par les chats.
Comme beaucoup d'oiseaux pélagiques, l'albatros hurleur est menacé par les palangriers. De nombreux individus périssent noyés lorsqu'ils attrapent les appâts sur les hameçons lors de la pose des palangres. Avec un taux de reproduction très bas, ces pertes sont dramatiques pour la survie de l'espèce.
Les juvéniles qui se dispersent plus au nord que les adultes et les femelles qui partent en quête de nourriture plus au nord que les mâles sont davantage susceptibles de rencontrer une flotte de pêche et de périr de cette manière. Ils ont aussi moins de chances de survivre à ce genre d'accident.
De plus, une étude menée en 2007 sur l'Île Bird par le British Antarctic Survey a révélé que la moitié des poussins avaient avalé des proies contenant des hameçons.

### Statut et préservation

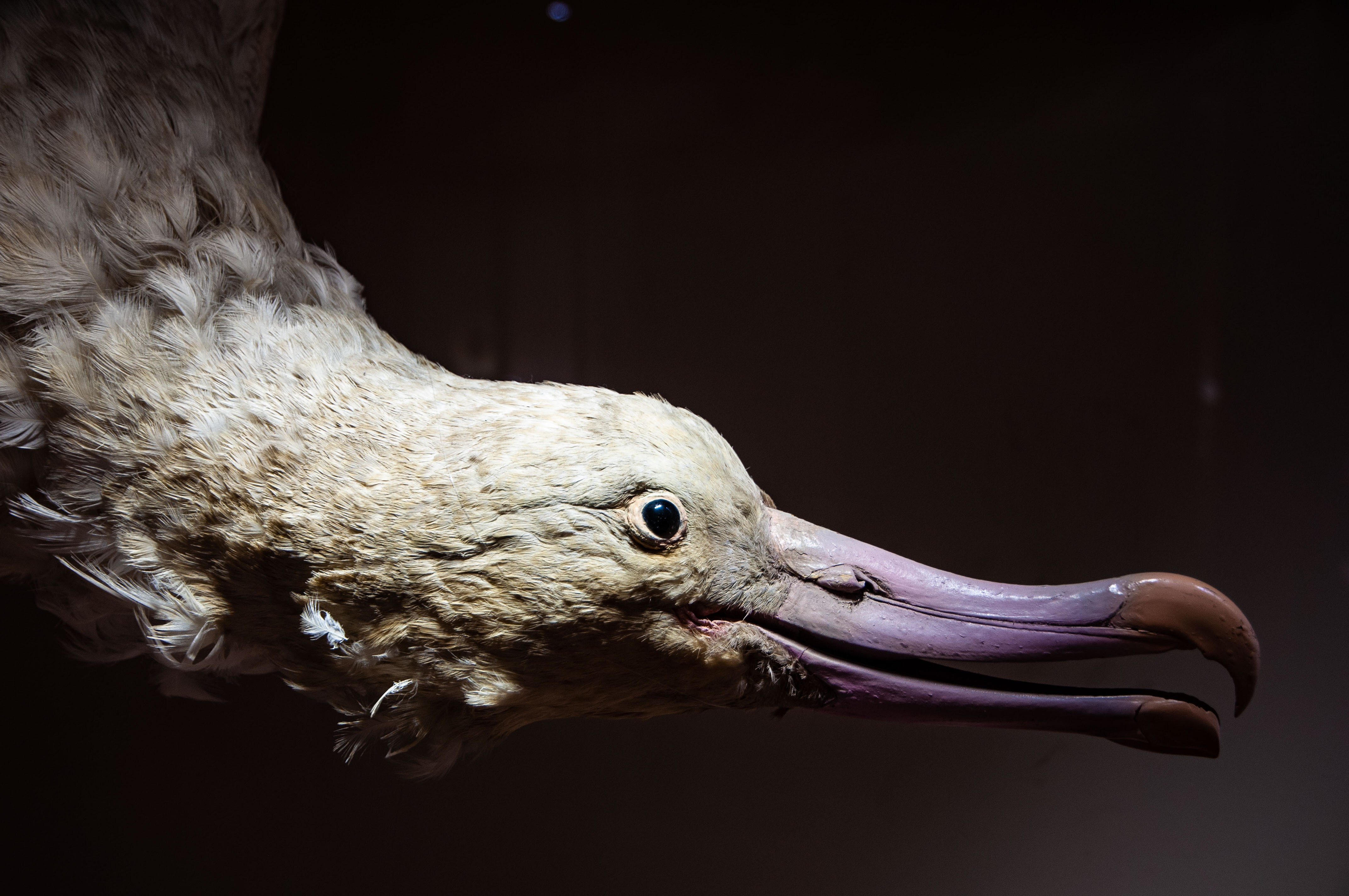
Albatros hurleur naturalisé - Monaco

#### Mesures de conservation
Des surveillances de la population et des études sur les zones de nourrissage ont été menées pour mieux cerner le problème de leur mortalité élevée.
La Convention sur la conservation de la faune et la flore marines de l'Antarctique et les Regional Fisheries Management Organisations (RFMO) travaillent à réduire les prises d'albatros par les palangriers.
De plus, l'archipel du Prince-Édouard et une bonne partie des sites de nidification des îles Crozet et des îles Kerguelen ont été déclarés réserve naturelle ; l'île Macquarie est pour sa part un site classé au Patrimoine mondial de l'UNESCO depuis 1997.
Malgré les efforts du Gouvernement de la Géorgie du Sud et de la Conservation of Antarctic Marine Living Resources (CCAMLR), le nombre d'individus en Géorgie du Sud diminue de 4 à 5 % depuis 1997 pour une population totale estimée à 1 550 couples.

#### Statut légal
L'UICN a classé Diomedea exulans sensu stricto dans la catégorie « vulnérable » depuis 2000, du fait du déclin rapide de ses populations.
Cet oiseau est aussi protégé par la CMS (Convention de Bonn), qui l'a placé en annexe II et par l'ACAP 

### Philatélie
De nombreux États ont émis des timbres à l'effigie de cet oiseau,: Antigua-et-Barbuda en 1998, l'Argentine en 1983, l'Australie en 2007, le Territoire Antarctique australien en 1973 et 2002, le Brésil en 2001, le Territoire britannique antarctique en 1994 et 2002, l'Archipel des Comores en 1998, les Îles Malouines en 1985 et 2006, les Terres australes et antarctiques françaises en 1959, 1985, 1990, 1999, 2000, 2001, 2002, 2006 et 2007, les Établissements français d'Océanie (ancien nom de la Polynésie française) en 1948, la Gambie en 1997, les Grenadines en 2000, la Guinée-Bissau en 2007, la Hongrie en 1987, les Îles Marshall en 1995 et 2003, la Martinique en 1947, les États fédérés de Micronésie en 2004, Monaco en 1955, la Mongolie en 1980, Sao Tomé-et-Principe en 2007 et 2008, le Sénégal en 1998, la Sierra Leone en 2000, l'Afrique du Sud en 1999 et 2007, la Géorgie du Sud en 1963, 1971, 1977, 1987, 1998, 2004, 2006 et 2008, la Suède en 2002, les îles Tonga en 1989, l'Archipel Tristan da Cunha en 1968, 1972, 1974, 1977, 1982, 1986, 1996, 1999, 2000, 2007 et 2008, et enfin l'Uruguay en 1995.